# Prometheus: The Discipline of Fire & Demise
Prometheus: The Discipline of Fire & Demise este cel de-al patrulea album de studio al formației Emperor. Spre deosebire de precedentele albume, acesta a fost în întregime compus de Ihsahn. Pentru melodia "Empty" s-a filmat un videoclip, ultimul și unul dintre cele doar două videoclipuri ale formației.
Revista Terrorizer a clasat Prometheus: The Discipline of Fire & Demise pe locul 28 în clasamentul "Cele mai bune 40 de albume ale anului 2001".

## Lista pieselor
1. "The Eruption" - 06:28
2. "Depraved" - 06:33
3. "Empty" - 04:16
4. "The Prophet" - 05:41
5. "The Tongue Of Fire" - 07:10
6. "In The Wordless Chamber" - 05:13
7. "Grey" - 05:05
8. "He Who Sought The Fire" - 05:29
9. "Thorns On My Grave" - 05:56

## Personal
- Ihsahn - vocal, chitară, chitară bas, sintetizator
- Samoth - chitară
- Trym Torson - baterie